# Pieni-Kaija (ö i Varkaus)
Pieni-Kaija är en ö i Finland. Den ligger i sjön Sorsavesi och i kommunen Leppävirta i den ekonomiska regionen  Varkaus ekonomiska region  och landskapet Norra Savolax, i den centrala delen av landet, 290 km nordost om huvudstaden Helsingfors. Öns area är 1 hektar och dess största längd är 220 meter i sydöst-nordvästlig riktning.